# Campeonato Goiano 2023
El Campeonato Goiano de Fútbol 2023 fue la 80.ª edición de la primera división de fútbol del estado de Goiás. El torneo fue organizado por la Federação Goiana de Futebol (FGF). El torneo comenzó el 11 de enero y finalizó el 9 de abril.
Atlético Goianiense se consagró bicampeón consecutivo tras vencer en la final al mismo rival del año pasado, Goiás, mediante tanda de penales, conquistando así su título estatal número 17.

## Sistema de juego[2]

### Primera fase
Los 12 equipos se enfrentan en modalidad de todos contra todos a una sola rueda. Culminadas las once fechas, los ocho primeros puestos acceden a los cuartos de final. Los dos últimos posicionados descienden a la División Goiana de Ascenso.

### Segunda fase
- Cuartos de final: Los enfrentamientos se emparejan con respecto al puntaje de la primera fase, de la siguiente forma:
  - 1.º vs. 8.º
  - 2.º vs. 7.º
  - 3.º vs. 6.º
  - 4.º vs. 5.º

- Semifinales: Los cuatro equipos en esta ronda se emparejan con respecto al puntaje acumulado que tengan en ese momento, el equipo con mayor puntaje se enfrentará al equipo con menor puntaje y el segundo contra el tercero.

- Final: Los dos ganadores de las semifinales disputan la final.

- Nota 1: Todas las llaves de segunda fase se disputan en partidos de ida y vuelta, comenzando la llave como local el club con menor cantidad de puntos acumulados.
- Nota 2: En caso de empate en puntos y diferencia de goles en cualquier llave, se definirá en tanda de penales. No se consideran goles de visita.

## Equipos participantes
| Equipo              | Ciudad               | Estadio (Capacidad)                       | Posición 2022      | Títulos (último) |
| ------------------- | -------------------- | ----------------------------------------- | ------------------ | ---------------- |
| Anápolis            | Anápolis             | Jonas Duarte (20 000)                     | 5.º                | 1 (1965)         |
| Aparecidense        | Aparecida de Goiânia | Annibal Batista de Toledo (4800)          | 9.º                | 0                |
| Atlético Goianiense | Goiânia              | Antonio Accioly (12 500)                  | Campeón            | 16 (2022)        |
| CRAC Catalão        | Catalão              | Genervino da Fonseca (8500)               | 6.º                | 2 (2004)         |
| Goianésia           | Goianésia            | Valdeir José de Oliveira (8110)           | 8.º                | 0                |
| Goiânia             | Goiânia              | Olímpico Pedro Ludovico Teixeira (13 000) | 2.º (2.ª división) | 14 (1974)        |
| Goiás               | Goiânia              | Hailé Pinheiro (9900)                     | 2.º                | 28 (2018)        |
| Grêmio Anápolis     | Anápolis             | Jonas Duarte (20 000)                     | 10.º               | 1 (2021)         |
| Inhumas             | Inhumas              | Zico Brandão (4380)                       | 1.º (2.ª división) | 0                |
| Iporá               | Iporá                | Francisco José Ferreira (3500)            | 4.º                | 0                |
| Morrinhos           | Morrinhos            | João Vilela (5040)                        | 7.º                | 0                |
| Vila Nova           | Goiânia              | Onésio Brasileiro Alvarenga (11 788)      | 3.º                | 15 (2005)        |

| Crecimiento | Equipos provenientes de la División Goiana de Ascenso 2022. |

## Primera fase
| Pos. | Equipo              | Pts. | PJ | G | E | P | GF | GC | Dif. | Clasificación          |
| ---- | ------------------- | ---- | -- | - | - | - | -- | -- | ---- | ---------------------- |
| 1    | Goiás               | 26   | 11 | 8 | 2 | 1 | 20 | 8  | +12  | Fase final.            |
| 2    | Atlético Goianiense | 25   | 11 | 8 | 1 | 2 | 25 | 13 | +12  | Fase final.            |
| 3    | Vila Nova           | 20   | 11 | 5 | 5 | 1 | 16 | 5  | +11  | Fase final.            |
| 4    | CRAC Catalão        | 18   | 11 | 5 | 3 | 3 | 17 | 11 | +6   | Fase final.            |
| 5    | Aparecidense        | 17   | 11 | 5 | 2 | 4 | 11 | 10 | +1   | Fase final.            |
| 6    | Anápolis            | 15   | 11 | 3 | 6 | 2 | 12 | 8  | +4   | Fase final.            |
| 7    | Iporá               | 14   | 11 | 4 | 2 | 5 | 13 | 14 | −1   | Fase final.            |
| 8    | Goiânia             | 14   | 11 | 4 | 2 | 5 | 11 | 22 | −11  | Fase final.            |
| 9    | Goianésia           | 13   | 11 | 4 | 1 | 6 | 9  | 15 | −6   |                        |
| 10   | Morrinhos           | 8    | 11 | 2 | 2 | 7 | 13 | 18 | −5   |                        |
| 11   | Grêmio Anápolis     | 7    | 11 | 1 | 4 | 6 | 11 | 21 | −10  | Descenso de categoría. |
| 12   | Inhumas             | 5    | 11 | 1 | 2 | 8 | 8  | 21 | −13  | Descenso de categoría. |

 Fuente: FGF
Criterios de clasificación: 1) Puntos; 2) Partidos ganados; 3) Diferencia de gol; 4) Goles anotados; 5) Enfrentamiento directo entre los equipos en cuestión; 6) Menor cantidad de tarjetas rojas; 7) Menor cantidad de tarjetas amarillas; 8) Sorteo.

#### Resultados
| Local \ Visitante   | ANA | APA | ATG | CRA | GNE | GNA | GOI | GRE | INH | IPO | MOR | VIL |
| ------------------- | --- | --- | --- | --- | --- | --- | --- | --- | --- | --- | --- | --- |
| Anápolis            | —   | 0–0 | —   | 2–0 | —   | 4–0 | —   | 1–1 | —   | 0–0 | —   | 1–1 |
| Aparecidense        | —   | —   | —   | 1–0 | 1–0 | —   | —   | —   | 2–0 | —   | 2–1 | 0–0 |
| Atlético Goianiense | 1–2 | 3–1 | —   | 1–0 | 3–0 | —   | 2–1 | —   | —   | —   | 2–0 | —   |
| CRAC Catalão        | —   | —   | —   | —   | —   | 3–0 | 3–3 | —   | 2–0 | 2–0 | 1–0 | 1–1 |
| Goianésia           | 2–0 | —   | —   | 1–3 | —   | —   | —   | 1–0 | —   | —   | 2–1 | 0–2 |
| Goiânia             | —   | 2–1 | 4–2 | —   | 1–1 | —   | —   | 1–0 | —   | 1–0 | —   | —   |
| Goiás               | 1–1 | 1–0 | —   | —   | 2–0 | 2–0 | —   | 3–0 | —   | —   | —   | 1–0 |
| Grêmio Anápolis     | —   | 1–2 | 1–4 | 2–2 | —   | —   | —   | —   | 5–2 | 1–1 | —   | —   |
| Inhumas             | 1–0 | —   | 1–3 | —   | 0–1 | 2–2 | 0–1 | —   | —   | —   | —   | —   |
| Iporá               | —   | 2–1 | 1–2 | —   | 2–1 | —   | 1–2 | —   | 3–1 | —   | 3–0 | —   |
| Morrinhos           | 1–1 | —   | —   | —   | —   | 4–0 | 1–3 | 4–0 | 1–1 | —   | —   | —   |
| Vila Nova           | —   | —   | 2–2 | —   | —   | 3–0 | —   | 0–0 | 1–0 | 3–0 | 3–0 | —   |

## Fase final

#### Cuadro de desarrollo
|  | Cuartos de final            | Cuartos de final            | Cuartos de final            | Cuartos de final            | Cuartos de final            |   |       | Semifinales         | Semifinales       | Semifinales       | Semifinales       | Semifinales       |  |   | Final          | Final          | Final          | Final          | Final          |  |
|  | 21 de febrero al 5 de marzo | 21 de febrero al 5 de marzo | 21 de febrero al 5 de marzo | 21 de febrero al 5 de marzo | 21 de febrero al 5 de marzo |   |       | 11 al 20 de marzo   | 11 al 20 de marzo | 11 al 20 de marzo | 11 al 20 de marzo | 11 al 20 de marzo |  |   | 2 y 9 de abril | 2 y 9 de abril | 2 y 9 de abril | 2 y 9 de abril | 2 y 9 de abril |  |
|  |                             |                             |                             |                             |                             |   |       |                     |                   |                   |                   |                   |  |   |                |                |                |                |                |  |
|  |                             |                             |                             |                             |                             |   |       |                     |                   |                   |                   |                   |  |   |                |                |                |                |                |  |
|  | 1                           | Goiás                       | 8                           | 2                           | 10                          |   |       |                     |                   |                   |                   |                   |  |   |                |                |                |                |                |  |
|  | 1                           | Goiás                       | 8                           | 2                           | 10                          |   |       |                     |                   |                   |                   |                   |  |   |                |                |                |                |                |  |
|  | 8                           | Goiânia                     | 3                           | 0                           | 3                           |   |       |                     |                   |                   |                   |                   |  |   |                |                |                |                |                |  |
|  | 8                           | Goiânia                     | 3                           | 0                           | 3                           |   | 1     | Goiás               | 1                 | 3                 | 4                 |                   |  |   |                |                |                |                |                |  |
|  |                             |                             |                             |                             |                             |   | 1     | Goiás               | 1                 | 3                 | 4                 |                   |  |   |                |                |                |                |                |  |
|  |                             |                             | 6                           | Anápolis                    | 0                           | 0 | 0     |                     |                   |                   |                   |                   |  |   |                |                |                |                |                |  |
|  | 3                           | Vila Nova                   | 6                           | Anápolis                    | 0                           | 0 | 0     | 0                   | 0                 | 0                 |                   |                   |  |   |                |                |                |                |                |  |
|  | 3                           | Vila Nova                   |                             |                             |                             |   |       |                     |                   | 0                 |                   |                   |  |   |                |                |                |                |                |  |
|  | 6                           | Anápolis                    | 0                           | 1                           | 1                           |   |       |                     |                   |                   |                   |                   |  |   |                |                |                |                |                |  |
|  | 6                           | Anápolis                    | 0                           | 1                           | 1                           |   |       |                     |                   |                   |                   |                   |  | 1 | Goiás          | 0              | 3              | 3 (4)          |                |  |
|  |                             |                             |                             |                             |                             |   |       |                     |                   |                   |                   |                   |  | 1 | Goiás          | 0              | 3              | 3 (4)          |                |  |
|  |                             |                             | 2                           | Atlético Goianiense (p)     | 2                           | 1 | 3 (5) |                     |                   |                   |                   |                   |  |   |                |                |                |                |                |  |
|  | 2                           | Atlético Goianiense         | 2                           | Atlético Goianiense (p)     | 2                           | 1 | 3 (5) | 1                   | 7                 | 8                 |                   |                   |  |   |                |                |                |                |                |  |
|  | 2                           | Atlético Goianiense         |                             |                             |                             |   |       |                     |                   | 8                 |                   |                   |  |   |                |                |                |                |                |  |
|  | 7                           | Iporá                       | 0                           | 1                           | 1                           |   |       |                     |                   |                   |                   |                   |  |   |                |                |                |                |                |  |
|  | 7                           | Iporá                       | 0                           | 1                           | 1                           |   | 2     | Atlético Goianiense | 2                 | 2                 | 4                 |                   |  |   |                |                |                |                |                |  |
|  |                             |                             |                             |                             |                             |   | 2     | Atlético Goianiense | 2                 | 2                 | 4                 |                   |  |   |                |                |                |                |                |  |
|  |                             |                             | 5                           | Aparecidense                | 1                           | 0 | 1     |                     |                   |                   |                   |                   |  |   |                |                |                |                |                |  |
|  | 4                           | CRAC Catalão                | 5                           | Aparecidense                | 1                           | 0 | 1     | 0                   | 1                 | 1                 |                   |                   |  |   |                |                |                |                |                |  |
|  | 4                           | CRAC Catalão                |                             |                             |                             |   |       |                     |                   | 1                 |                   |                   |  |   |                |                |                |                |                |  |
|  | 5                           | Aparecidense                | 3                           | 0                           | 3                           |   |       |                     |                   |                   |                   |                   |  |   |                |                |                |                |                |  |
|  | 5                           | Aparecidense                | 3                           | 0                           | 3                           |   |       |                     |                   |                   |                   |                   |  |   |                |                |                |                |                |  |
|  |                             |                             |                             |                             |                             |   |       |                     |                   |                   |                   |                   |  |   |                |                |                |                |                |  |

Nota: El equipo que ocupa la primera línea es el que define la serie como local.

| Bandera del estado de Goiás      |
| Campeón                          |
| Atlético Goianiense 17.mo título |

## Clasificación final
| Pos. | Equipo                  | Pts. | PJ | G  | E | P | GF | GC | Dif. | Clasificación                          |
| ---- | ----------------------- | ---- | -- | -- | - | - | -- | -- | ---- | -------------------------------------- |
| 1.°  | Atlético Goianiense (C) | 40   | 17 | 13 | 1 | 3 | 40 | 18 | +22  | Copa de Brasil 2024 y Copa Verde 2024. |
| 2.°  | Goiás                   | 41   | 17 | 13 | 2 | 2 | 37 | 14 | +23  | Copa de Brasil 2024 y Copa Verde 2024. |
| 3.°  | Aparecidense            | 20   | 15 | 6  | 2 | 7 | 15 | 15 | 0    | Copa de Brasil 2024.                   |
| 4.°  | Anápolis                | 19   | 15 | 4  | 7 | 4 | 13 | 12 | +1   | Copa de Brasil 2024 y Serie D 2024.    |
| 5.°  | CRAC Catalão            | 21   | 13 | 6  | 3 | 4 | 18 | 14 | +4   | Serie D 2024.                          |
| 6.°  | Vila Nova               | 21   | 13 | 5  | 6 | 2 | 16 | 6  | +10  |                                        |
| 7.°  | Iporá                   | 14   | 13 | 4  | 2 | 7 | 14 | 22 | −8   | Serie D 2024.                          |
| 8.°  | Goiânia                 | 14   | 13 | 4  | 2 | 7 | 14 | 32 | −18  |                                        |
| 9.°  | Goianésia               | 13   | 11 | 4  | 1 | 6 | 9  | 15 | −6   |                                        |
| 10.° | Morrinhos               | 8    | 11 | 2  | 2 | 7 | 13 | 18 | −5   |                                        |
| 11.° | Grêmio Anápolis         | 7    | 11 | 1  | 4 | 6 | 11 | 21 | −10  | Segunda División 2024.                 |
| 12.° | Inhumas                 | 5    | 11 | 1  | 2 | 8 | 8  | 21 | −13  | Segunda División 2024.                 |

Reglas de clasificación: 1) Puntos; 2) Partidos ganados; 3) Diferencia de gol; 4) Goles anotados; 5) Enfrentamiento directo entre los equipos en cuestión; 6) Menor cantidad de tarjetas rojas; 7) Menor cantidad de tarjetas amarillas; 8) Sorteo.

## Goleadores
| Pos. | Jugador              | Equipo                      | Goles |
| ---- | -------------------- | --------------------------- | ----- |
| 1    | Luiz Fernando        | Atlético Goianiense         | 10    |
| 2    | Nicolas              | Goiás                       | 8     |
| 3    | João Celeri          | Grêmio Anápolis / Vila Nova | 6     |
|      | Gonzalo Fornari      | Anápolis                    | 6     |
|      | Jonatha Alagoano     | CRAC Catalão                | 6     |
| 6    | Ariel                | Anápolis / Goiás            | 5     |
|      | Iago Martins Pereira | Iporá                       | 5     |
|      | Airton               | Atlético Goianiense         | 5     |
|      | Du Gaia              | Iporá                       | 5     |
|      | Shaylon              | Atlético Goianiense         | 5     |
|      | Vinícius             | Goiás                       | 5     |